# 綾原圭二
綾原圭二（あやはら けいじ ）は、東京都出身の作曲家。

## 主な作曲
アニメ
- らき☆すた
  - ケンカ予報の時間だよ　柊かがみ(加藤英美里)
  - 黙っと休み時間　岩崎みなみ(茅原実里)
  - すげえんだって・ヴァ!　日下部みさお(水原薫)
  - だよな3秒たまには5秒　日下部みさお(水原薫)

- NEEDLESS
  - WANTED! for the love　ニードレス★ガールズ
  - わたしはジュースでココナッツ　ニードレス★ガールズ
  - バイバイリボンのプレゼント　加藤英美里

- ケロロ軍曹
  - スキヤキ☆ばくだん　中田譲治/小桜エツコ/斎藤千和/池澤春菜/広橋涼/能登麻美子

- 涼宮ハルヒの憂鬱(第2期)
  - ヘンですコワイですっ　朝比奈みくる(後藤邑子)

- ひだまりスケッチ×365
  - 美人美術教師の憂鬱　松来未祐
  - ゆめデリバリー　阿澄佳奈

| スタブアイコン | サブスタブ | この項目は、まだ閲覧者の調べものの参照としては役立たない、音楽関係者（バンド等）に関連した書きかけの項目です。この項目を加筆・訂正などしてくださる協力者を求めています（P:音楽/PJ:芸能人）。 |